# Перелётные птицы (общество художников)

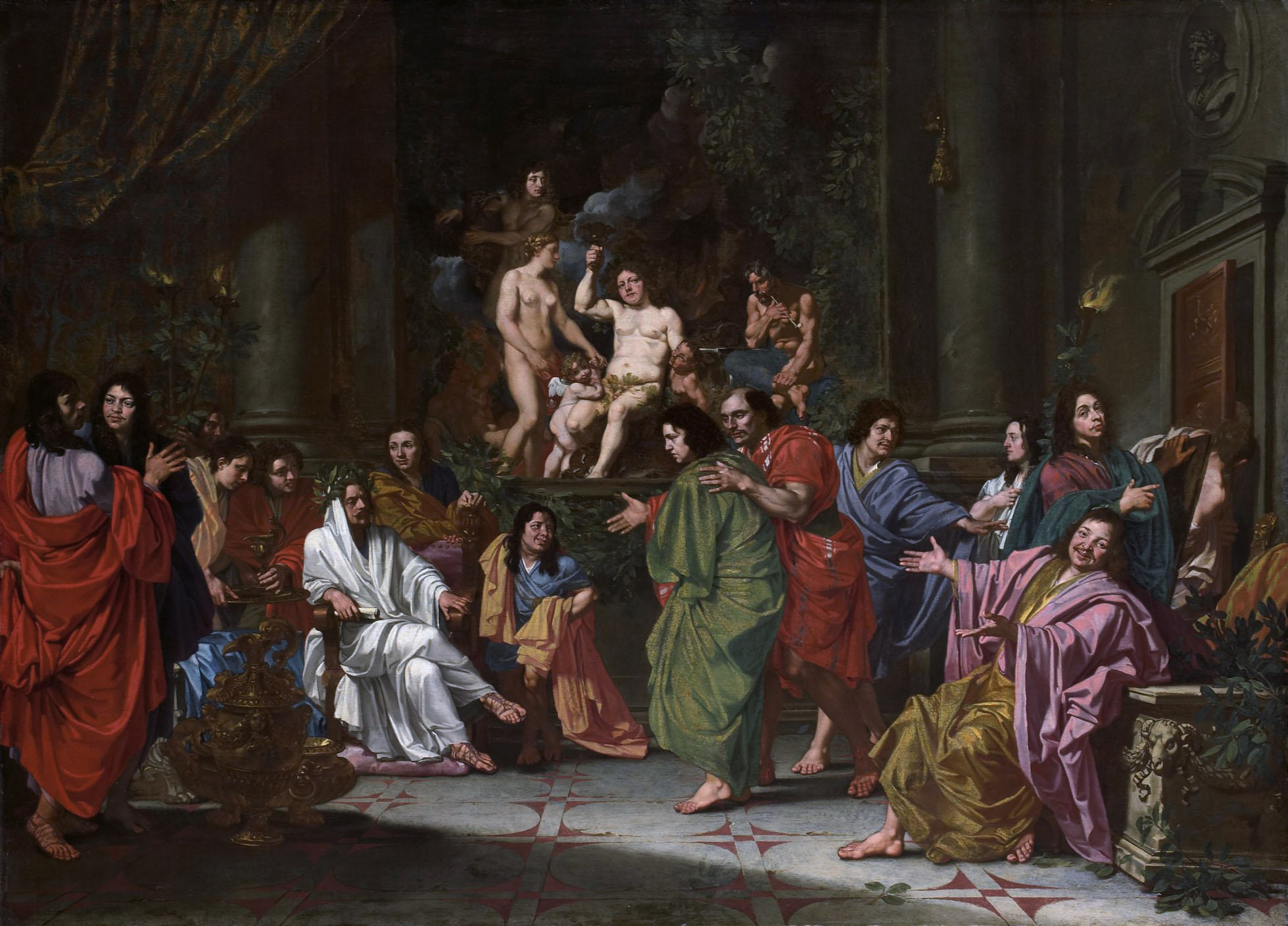
Неизвестный художник. Посвящение в общество «Перелётные птицы». Ок. 1660. Холст, масло. Рейксмюсеум, Амстердам

Общество «Перелётные птицы», или «Бент» (нидерл. bent — клуб, собрание, нидерл. Bent vogels — перелётные птицы, или нидерл. Bentvueghels — «птицы пера») — сообщество, или «братство», иностранных художников, прибывавших в католический Рим из северных стран (главным образом из Нидерландов и Германии) с целью изучения сокровищ классического искусства и совершенствования своего мастерства. Общество возникло в качестве альтернативы римской Гильдии Святого Луки. Другое название: (нем. Schildersbent) — «Клуб живописцев». В истории искусства членов общества также называли «малыми караваджистами» за пристрастие к натурализму, олицетворяемому последователями Микеланджело Меризи да Караваджо, эффектам светотени и «низменным» сюжетам: изображению уличных сценок, нищих, бродяг и кабацких драк. «В противодействие официальной Академии Святого Луки члены общества стремились писать не идеализированные фигуры в духе римской школы, ориентированной на Рафаэля и болонских академистов, а низменные сюжеты и уличные сцены в подчёркнуто прозаической, натуралистической манере».
За сто лет существования общества с основания в 1620 году до закрытия в 1720 в нём насчитывалось около 480 членов. Целью братства было содействие взаимной солидарности и поддержка членов в случае материальных затруднений, болезни или проблем, таких как конфликты с иностранными коллегами или заказчиками. Таким образом, ассоциация художников выполняла социальную функцию.

## История

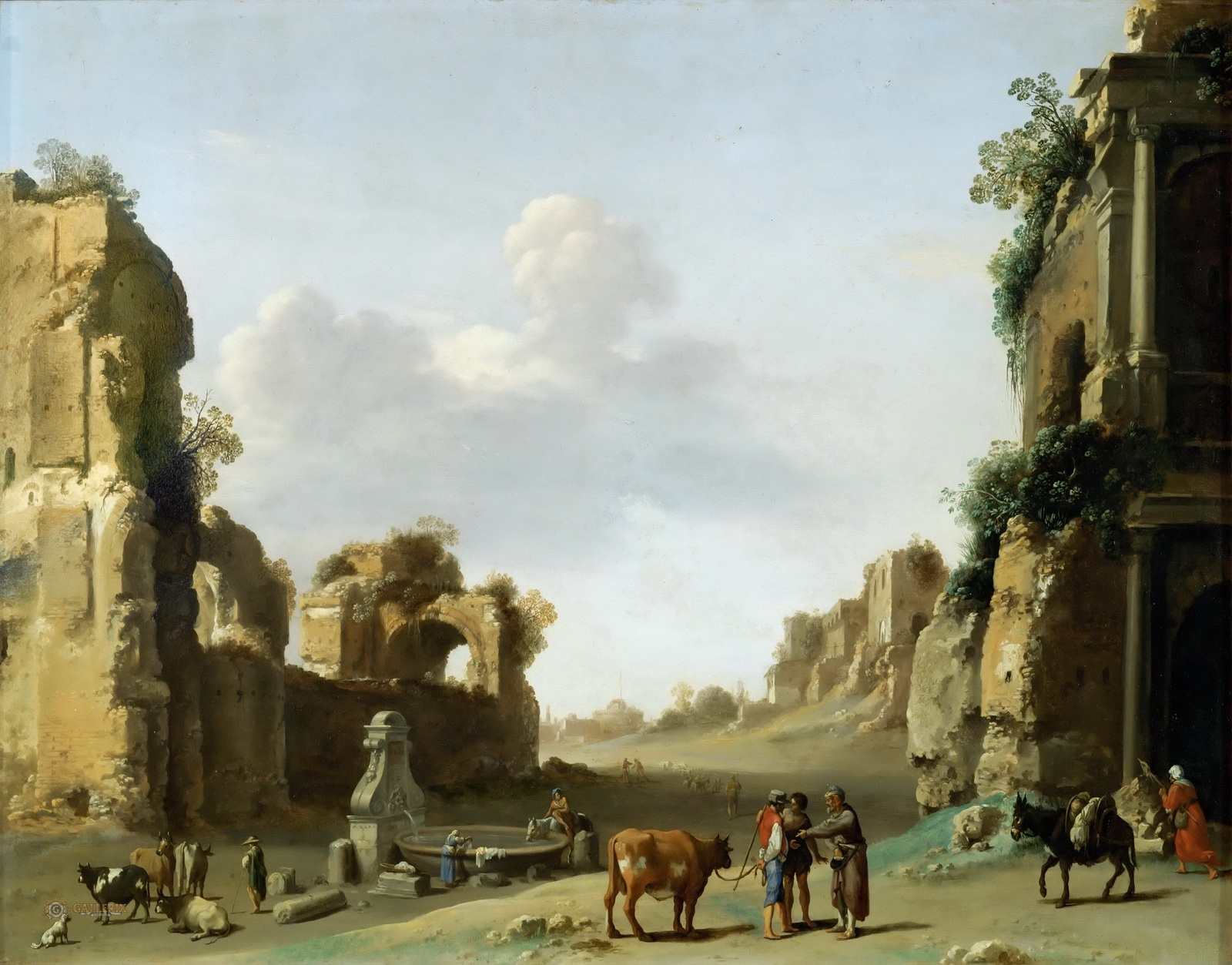
Корнелис ван Пуленбург. Вид Кампо Ваччино (Римского форума). 1620. Медь, масло. Лувр, Париж

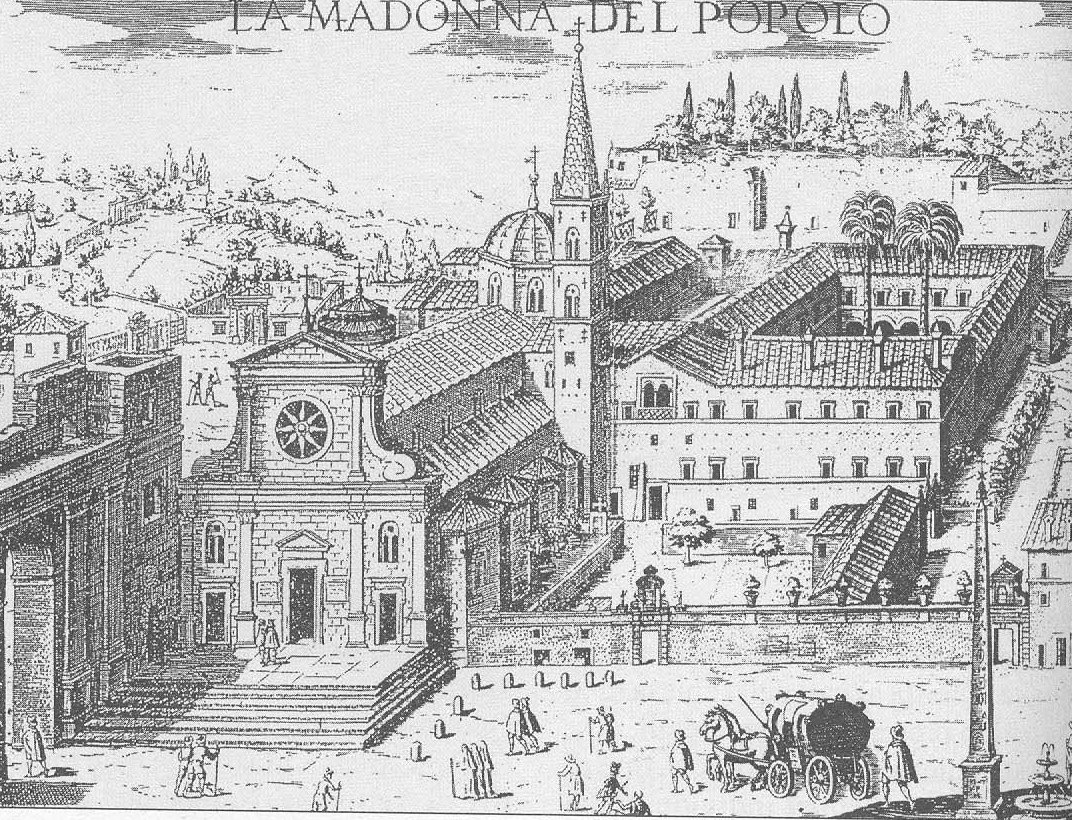
Дж. Маджи. Церковь Санта-Мария-дель-Пополо. 1625. Офорт

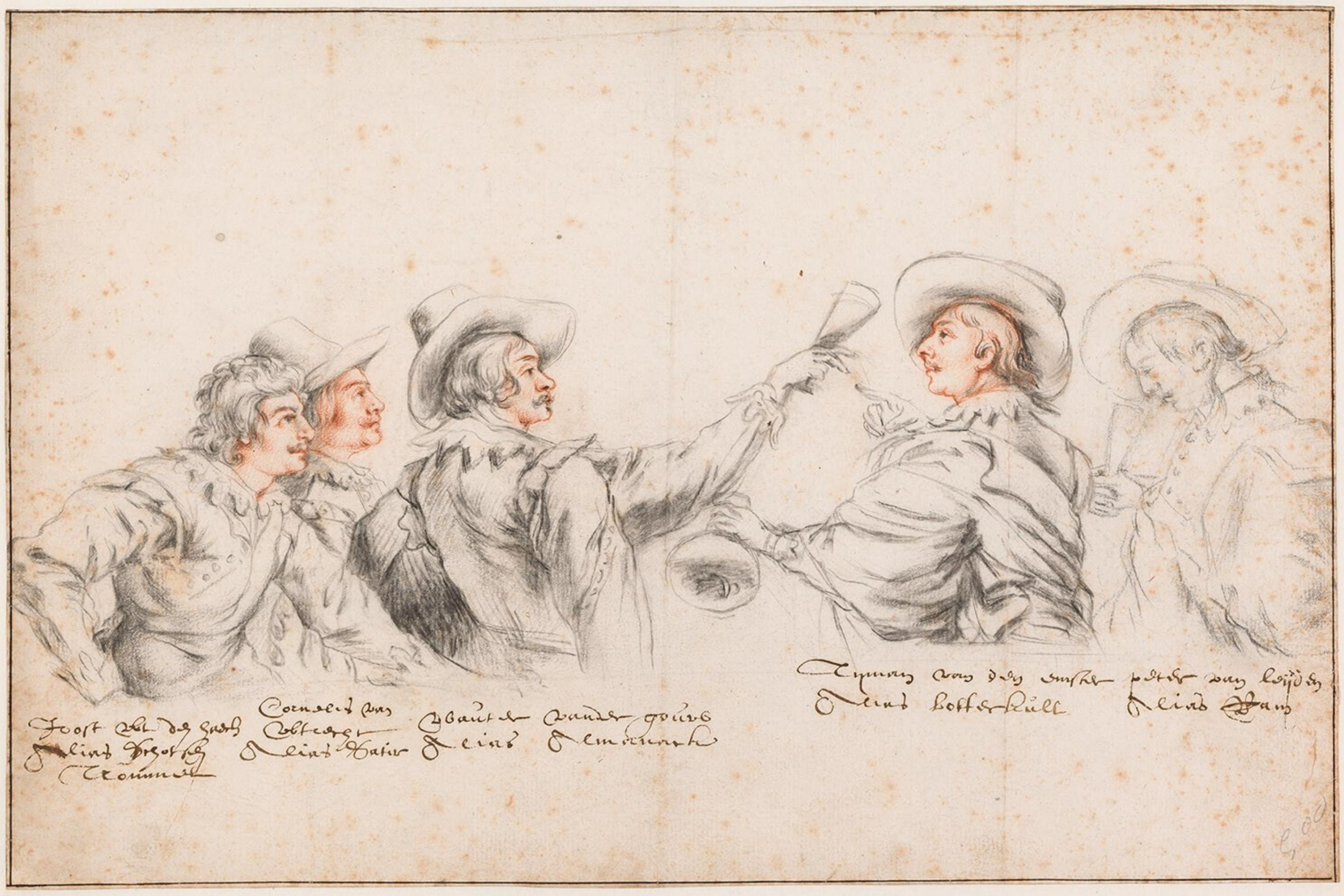
Групповой портрет членов общества. Рисунок неизвестного художника. Бумага, итальянский карандаш. Музей Бойманса — ван Бёнингена, Роттердам

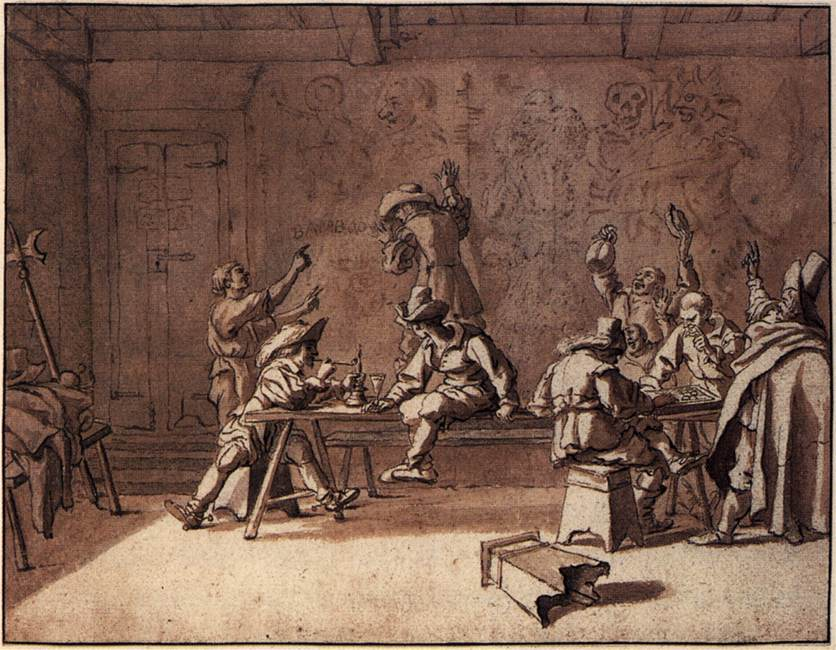
Питер ван Лар. Художники общества «Перелётные птицы» в итальянской таверне. Перо, кисть, сепия. 1625. Берлинская картинная галерея

Общество «Перелётные птицы» было самодеятельной организацией иностранных художников в чуждой для них социальной и религиозной среде папской столицы. Его цель — обмен идеями и информацией, важной для выживания в католическом Риме, товарищеская поддержка и взаимопомощь (иногда материальная и юридическая на случай конфликтов), защита собственных прав вне членства в Академии Святого Луки, объединявшей успешных итальянских художников. Хотя известны редкие случаи, когда художник был членом обоих объединений, например голландский живописец Питер ван Лар. Аналогичную роль в искусстве Нидерландов играло организованное в 1572 году в Антверпене «Братство романистов». Близкими «перелётным птицам» по творческим устремлениям в Риме были художники «бамбочада».
Членами сообщества состояли рисовальщики, живописцы гравёры, скульпторы, ювелиры, реже антиквары, коллекционеры, писатели и поэты. После начального обучения на севере они отправлялись в Рим, чтобы завершить своё образование на примерах классического искусства. Обычно они оставались в Риме на несколько лет и селились вблизи приходов Санта-Мария-дель-Пополо и Сан-Лоренцо-ин-Лучина в центре города.
Общество существовало с 1620 до 1720 года, когда по распоряжению папы римского Климента XI независимое общество художников-иностранцев было ликвидировано.

## Обычаи и обряды инициации
Обычным жителям Рима «перелётные птицы» были более известны не своим творчеством, а пьяными уличными выходками и вакхическими ритуалами инициации (посвящения). Члены общества переодевались в тоги-простыни, надевали на головы венки из ветвей лавра, представляя античных богов на шутливом «Олимпе». Посвящение неофитов иногда продолжалась целые сутки, перерастая в пир. Новичок должен был угощать вином всё общество и получал новое, так называемое «перелётное» (bent name), или «изогнутое», имя. Обычно это были имена античных богов и мифических героев (Гектор, Амур, Мелеагр, Кефал, Орфей, Пирам) либо прозвища, связанные с происхождением художника, его внешностью либо склонностями характера. Участники сформировали живую картину, где один из «птиц» брал на себя роль бога вина (Вакха). Во время церемонии «полевой священник» рассказывал неофиту правила искусства и давал ему новое имя. Участнику приходилось принимать это прозвище. Известна история Йоханнеса Тейлера, которого не устраивало имя «Осёл». Тогда за его счёт была проведена вторая церемония, после которой ему дали новое имя: «Золотой осёл».
Вакхические посвящения завершались шествием группы через весь город к мавзолею Санта-Костанца, известному в то время под шутливым названием «Храм Вакха». Там «перелётные птицы» совершали возлияния Вакху перед порфировым саркофагом Константины, дочери императора Константина Великого (саркофаг имеет рельефы с вакхическими мотивами, ныне хранится в музеях Ватикана). Фамилии неофитов общества до настоящего времени можно увидеть на стене одной из боковых капелл мавзолея. Эта практика была окончательно запрещена папой Климентом XI в 1720 году. Сцену посвящения неофита в общество изобразил неизвестный художник на картине 1660 года, хранящейся ныне в Рейксмюсеуме в Амстердаме.
В книге художника и писателя Корнелиса де Брюйна, члена общества под именем «Адонис», «Путешествие Корнелиса де Брюйна в знаменитейшие части Малой Азии» (1698) включено подробное описание его «инаугурации в Бендфогелях», которая состоялась в високосном 1776 году. Автор указывает, что в общество «допускаются только члены, говорящие на верхнем или нижненемецком языке», но своим основателем они считают Рафаэля.
Традиции общества не оформлялись письменно, участники не вели записей или протоколов встреч, у них не было собственного историографа и архива. Однако небольшой и необычный протокол всё-таки был — им стала стена в мавзолее Санта Констанца. На ней высечены имена неофитов, принятых в общество. Эти граффити и воспоминания художников — единственный архив общества".

## Характер общества и его известные представители
Учредителями общества считают голландских пейзажистов Корнелиса ван Пуленбурга, Паулюса Бора, Леонарда Брамера и Бартоломея Бреенберга. Известно активное участие в обществе и художника Питера ван Лара, который состоял в нём с 1625 года. Общество имело интернациональный характер, и хотя в нём доминировали фламандские и голландские художники, были приняты немецкие и французские мастера, в их числе Иоахим фон Зандрарт и Валантен де Булонь.
Несмотря на шумный характер посвящений и скандальную славу в Риме, интеллектуальное качество объединения сохранялось. Иоахим фон Зандрарт, например, писал в своей книге 1675—1679 годов «Немецкая академия зодчества, ваяния и живописи» (Teutsche Academie der Edlen Bau-, Bild- und Mahlerey-Künste), что его «крещение» включало «аргументированные беседы, предпринятые французами и итальянцами, а также немцами и нидерландцами, каждый на своем языке». Де Брюйн добавлял замечание, что члены группы в основном считали Рафаэля своим основателем.
Немецкий художник Иоахим фон Зандрарт, который долгое время жил и работал в Нидерландах, отличался от остальных острым ощущением течения времени. Чтобы хорошо удержать в памяти события и людей, с которыми того столкнула судьба в Италии, он начал создавать портреты художников. Благодаря ему сохранены едва ли не единственные изображения ряда мастеров общества «Перелётные птицы», среди которых были Питер ван Лар, Клод Лоррен и другие. Именно он оставил документально точные воспоминания об обществе во время своего пребывания в Риме.

## Отношения «перелётных птиц» и Академии Святого Луки
Отношения между «перелётными птицами» и членами академии Святого Луки (за которой стояли папа римский и курия Ватикана) были весьма непростыми. Если обуздать итальянских мастеров удавалось, «покупая» их повиновение щедрыми заказами или меценатством, официальным признанием членства в академии, то с «перелётными птицами» этого не получалось. Наступление на них повёл уже папа Урбан VIII, понтифик в 1623—1644 годах. Попытки обременения папой художников-иностранцев налогами привели к мощному сопротивлению. Оно растянулось на годы, и в конце концов Академия проиграла. Это было значительное поражение Академии Святого Луки, которая пыталась запретить продажу картин художников-иностранцев на улицах Рима. Иностранные художники отвоевали право продавать свои произведения и зарабатывать на жизнь без дополнительного налога. Конец свободе непокорённых художников-иностранцев положил решительный приказ папы о роспуске общества в 1720 году.

## Другое значение термина
У термина «Перелётные птицы» имеется и другое значение, отчасти противоположного смысла. Многие итальянские художники после подъёма искусства в период Высокого Возрождения в конце XVI века не находили заказов в самой Италии и разъезжались в поисках работы по странам Северной Европы. К ним относятся и мастера Тессинского кантона итальянской Швейцарии — тессинцы. Историк архитектуры С. С. Подъяпольский назвал их миграцию «исходом», а мастеров «перелётными птицами», остроумно переиграв в «обратном контексте» наименование общества «Перелётные птицы».

## Портреты некоторых членов общества

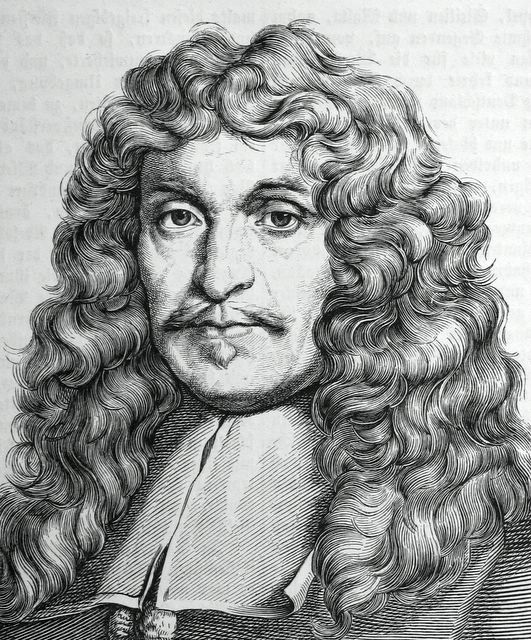
Иоахим фон Зандрарт. 1854
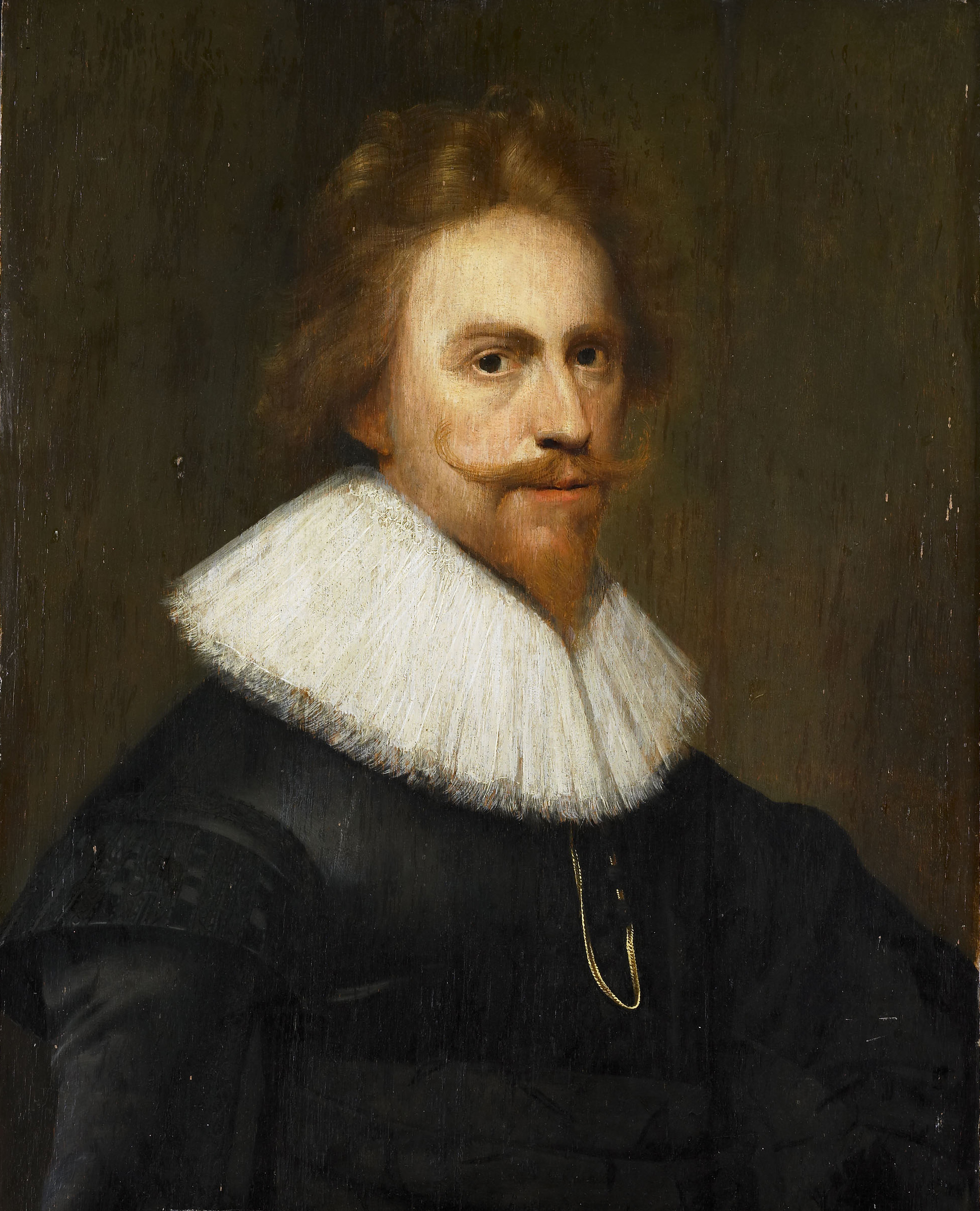
Вейбрант де Гест Старший. Автопортрет
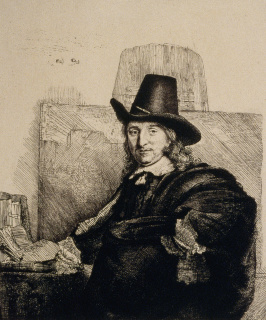
Ян Асселин. Портрет работы Рембрандта. Ок. 1647. Офорт
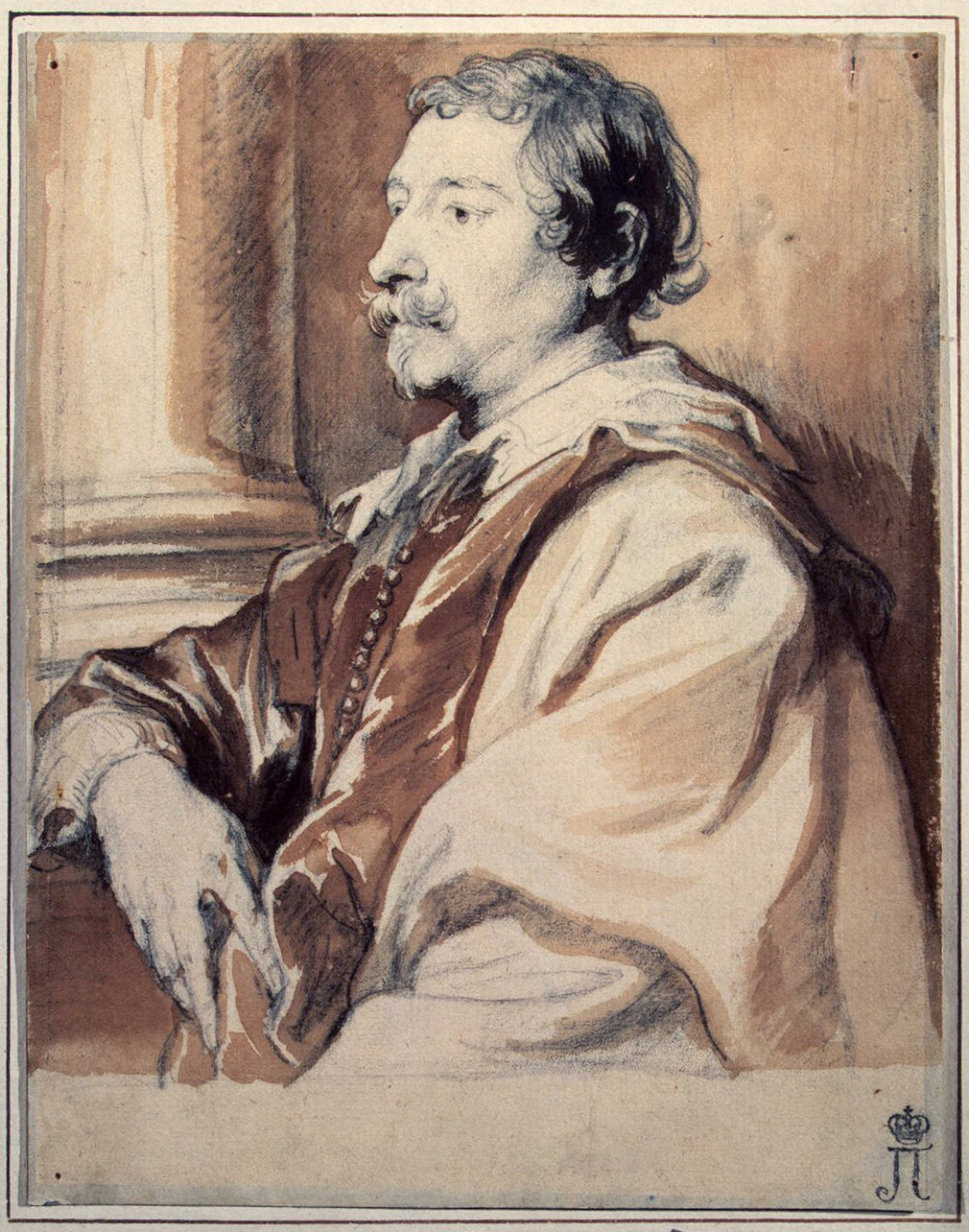
Корнелис Схют. Портрет работы А. Ван Дейка. Ок. 1630
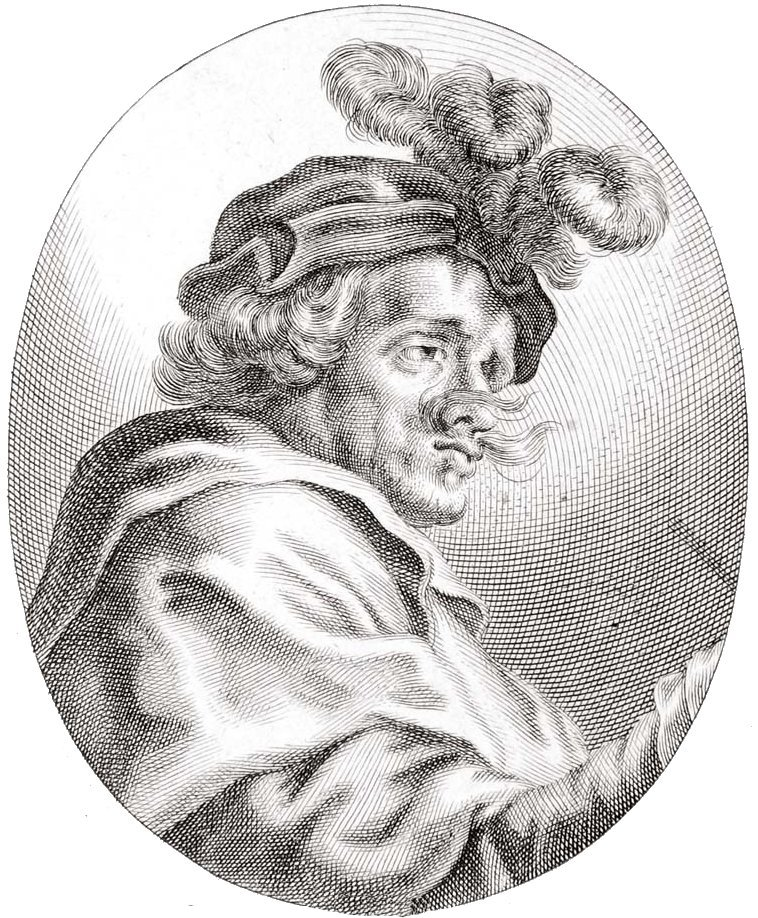
Питер ван Лар. Офорт
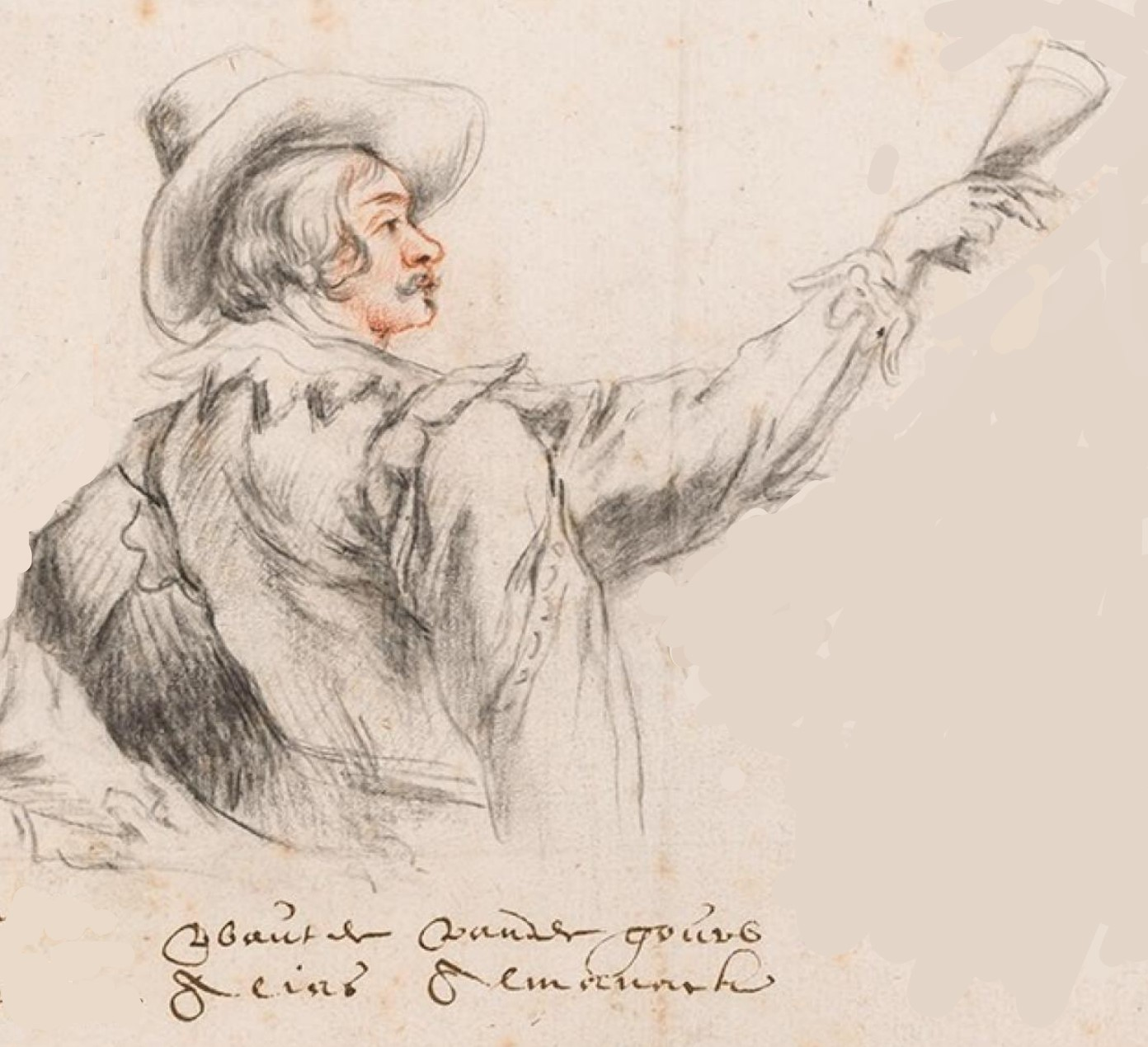
Воутер Крабет Младший. Итальянский карандаш
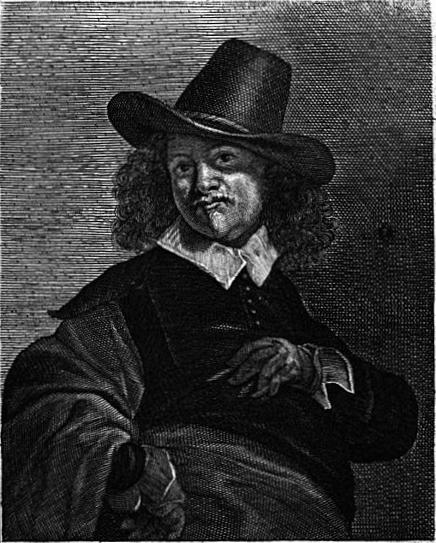
Леонард Брамер. 1662. Офорт
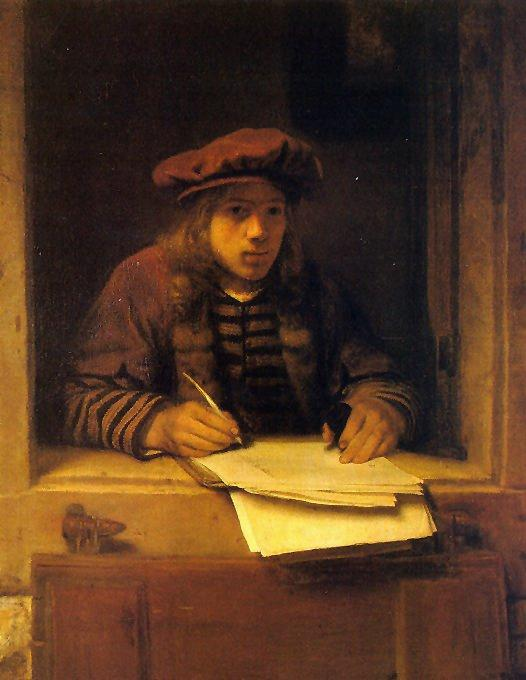
Самюэл ван Хогстратен. 1657. Автопортрет
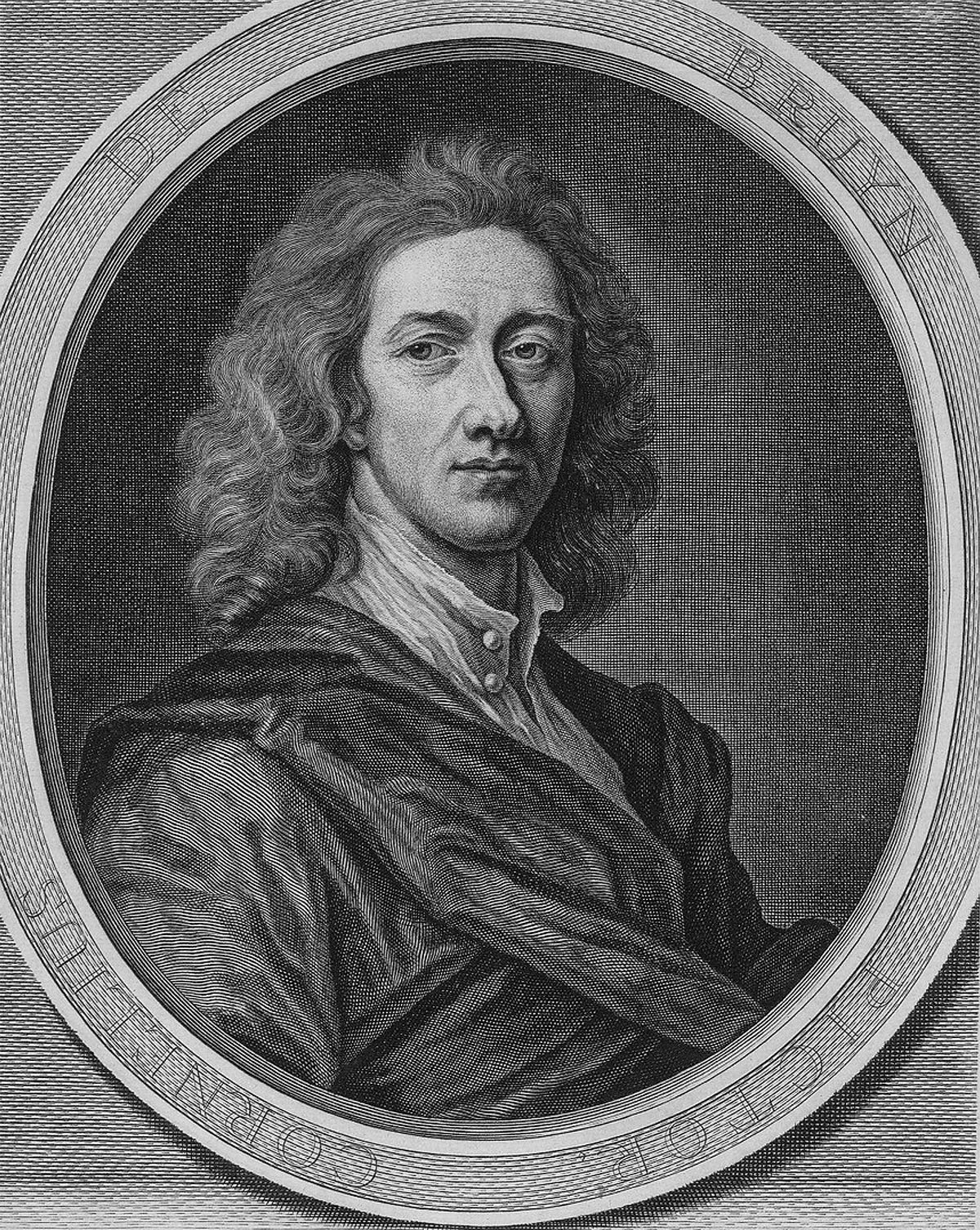
Корнелис де Брюйн. 1698. Офорт

## Избранные произведения художников «Перелётных птиц»

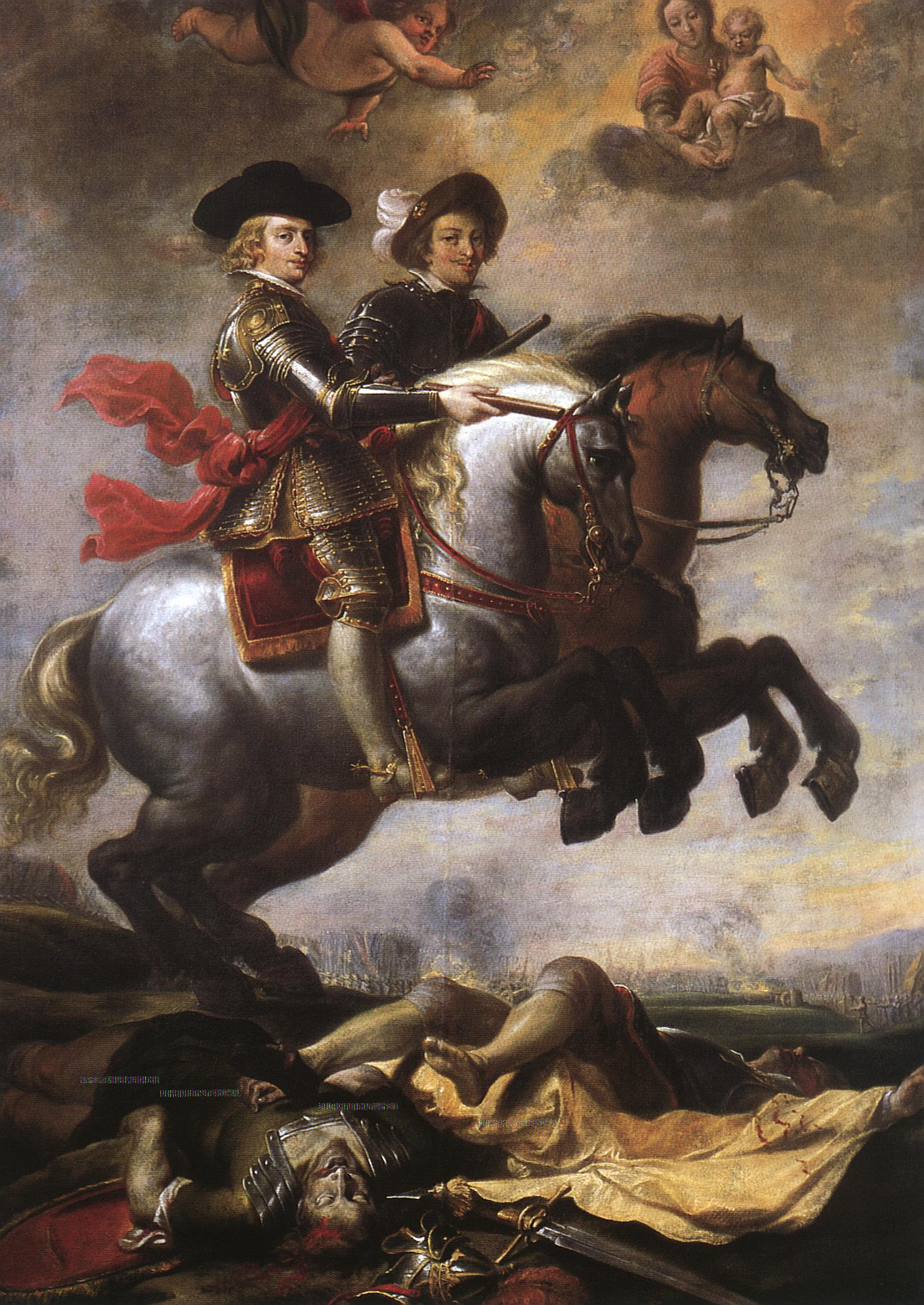
Корнелис Схют. Победа в битве при Нёрдлингене. 1635. Холст, масло. Муниципальный музей, Гент
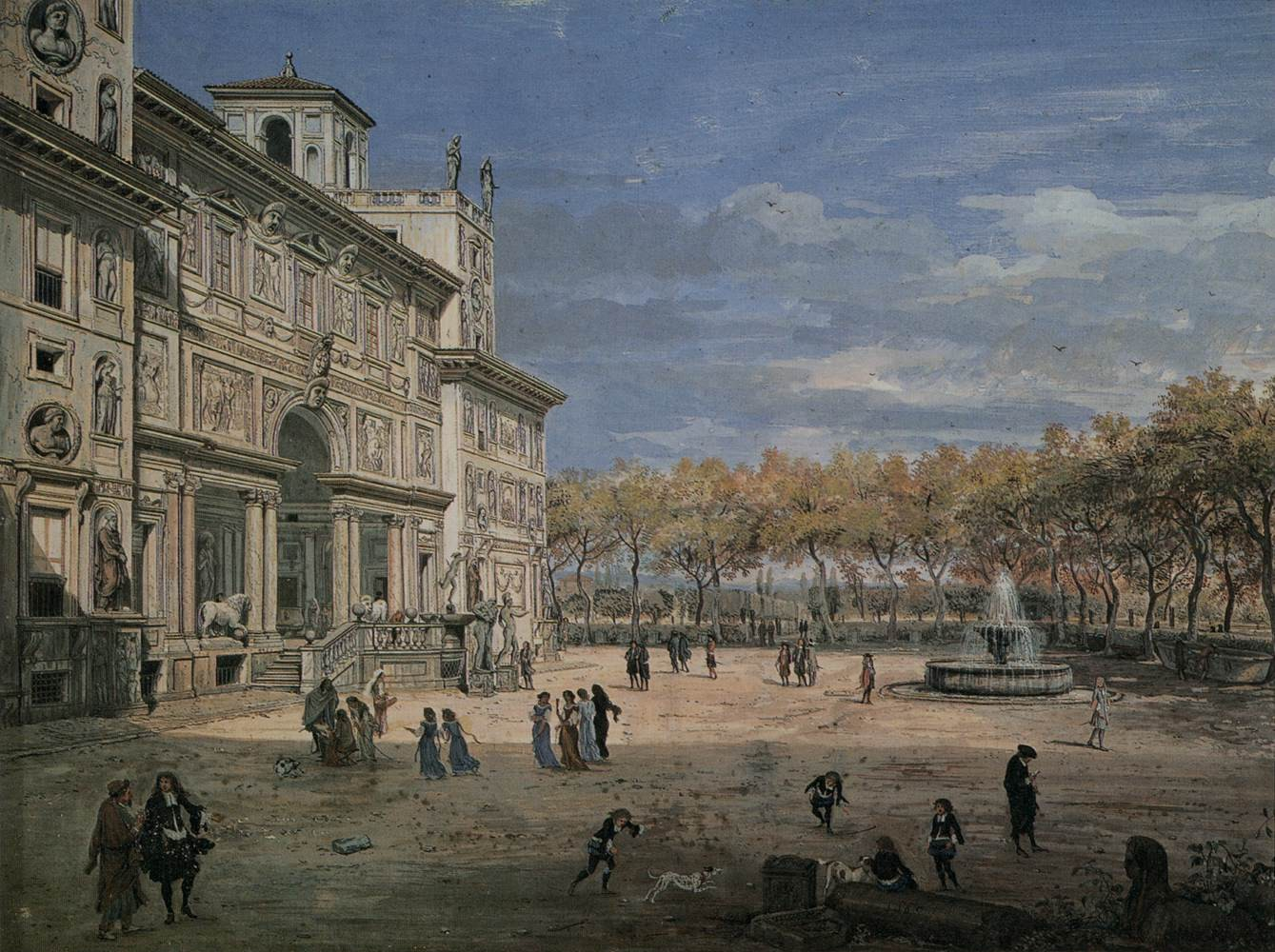
Каспар ван Виттель. Вилла Медичи и сад в Риме. 1685. Пергамент, темпера. Палаццо Питти, Флоренция
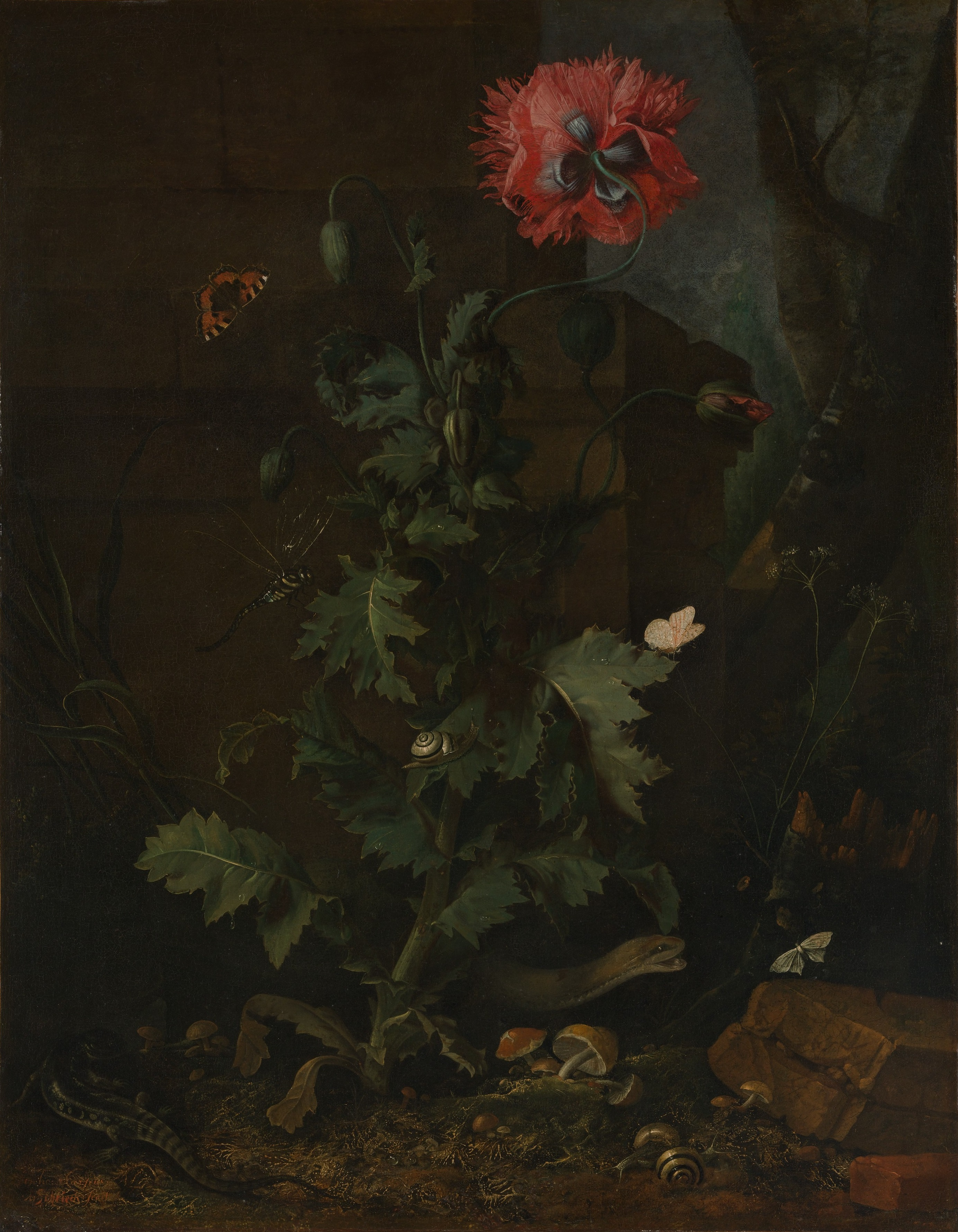
Отто Марсеус ван Скрик. Натюрморт с маком, насекомыми и рептилиями. 1670. Холст, масло. Метрополитен-музей, Нью-Йорк
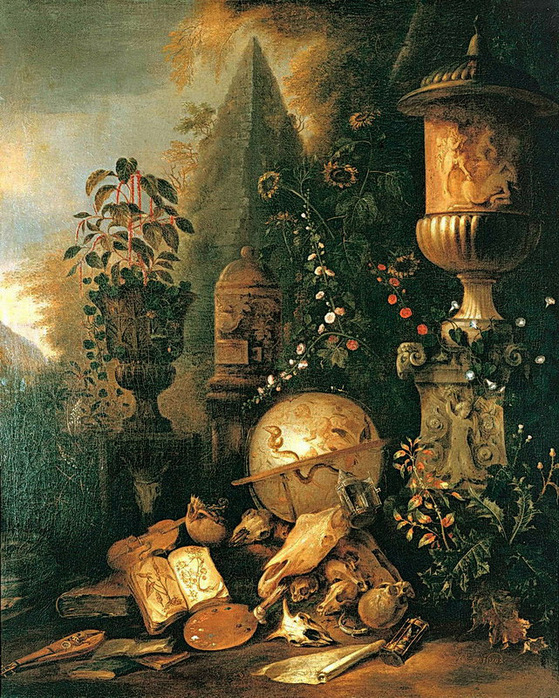
Матиас Витхос. Ванитас (Бренность). Холст, масло. Государственный музей изобразительных искусств имени А. С. Пушкина, Москва
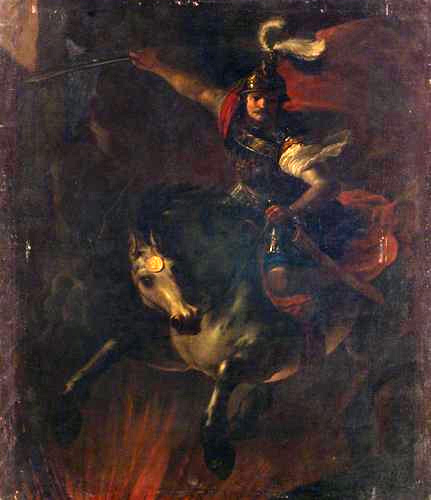
Иоганн Генрих Шёнфельд. Жертвенная смерть Марка Курция. 1655. Холст, масло. Музей истории искусств, Вена
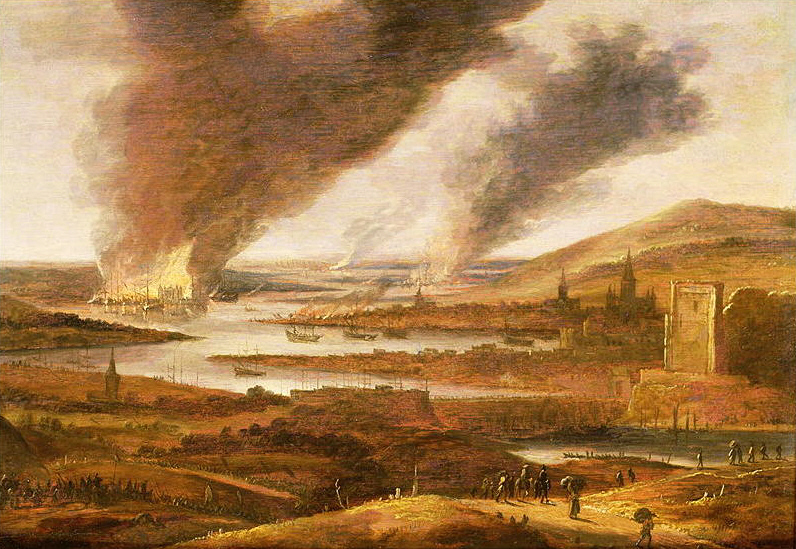
Виллем Схеллинкс. Нападение голландцев на Медуэй в 1667 году. Ок. 1668. Холст, масло. Картинная галерея, Кент, Англия
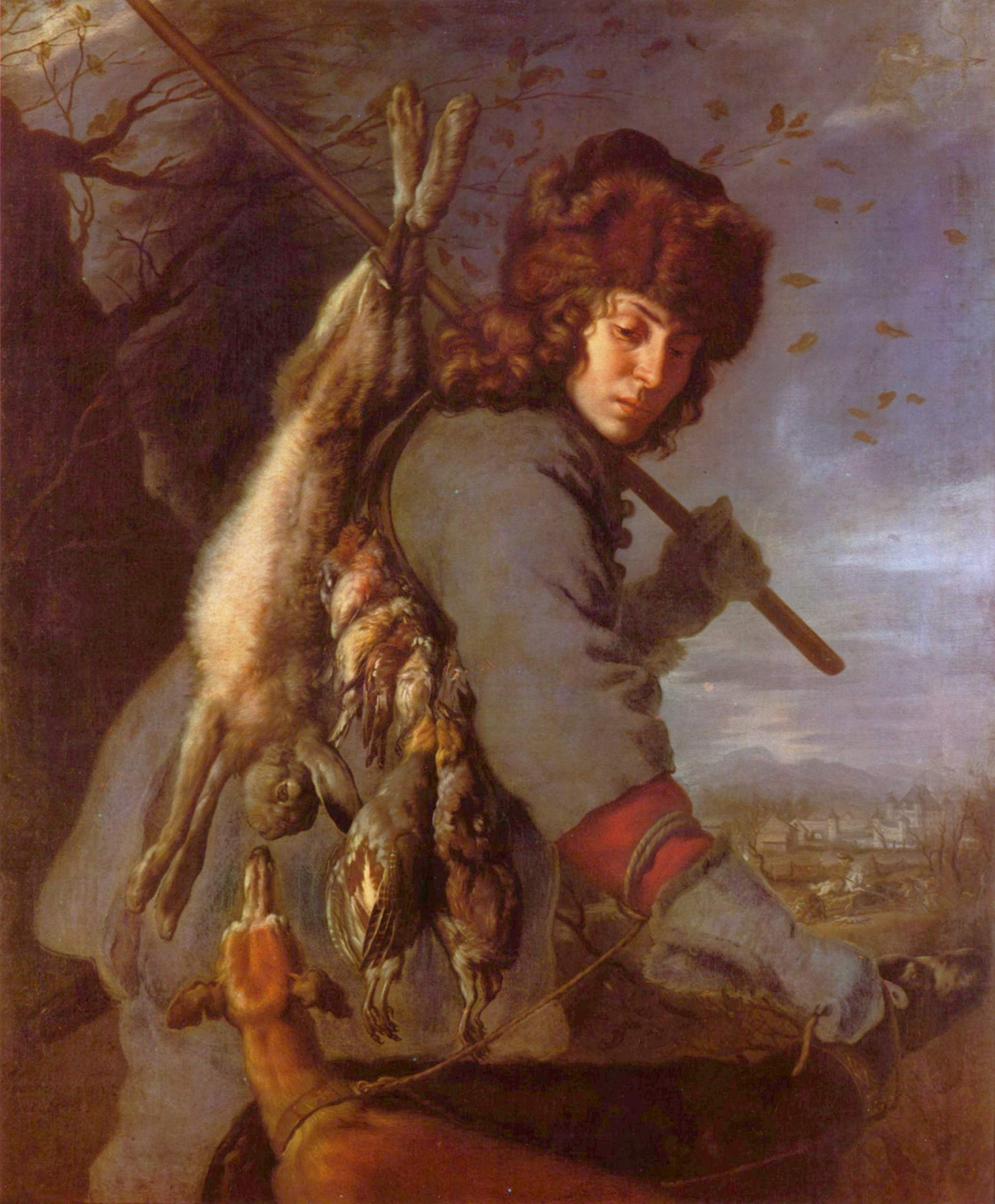
Иоахим фон Зандрарт. Ноябрь. 1643. Холст, масло. Новый замок, Шлайсхайм, Бавария
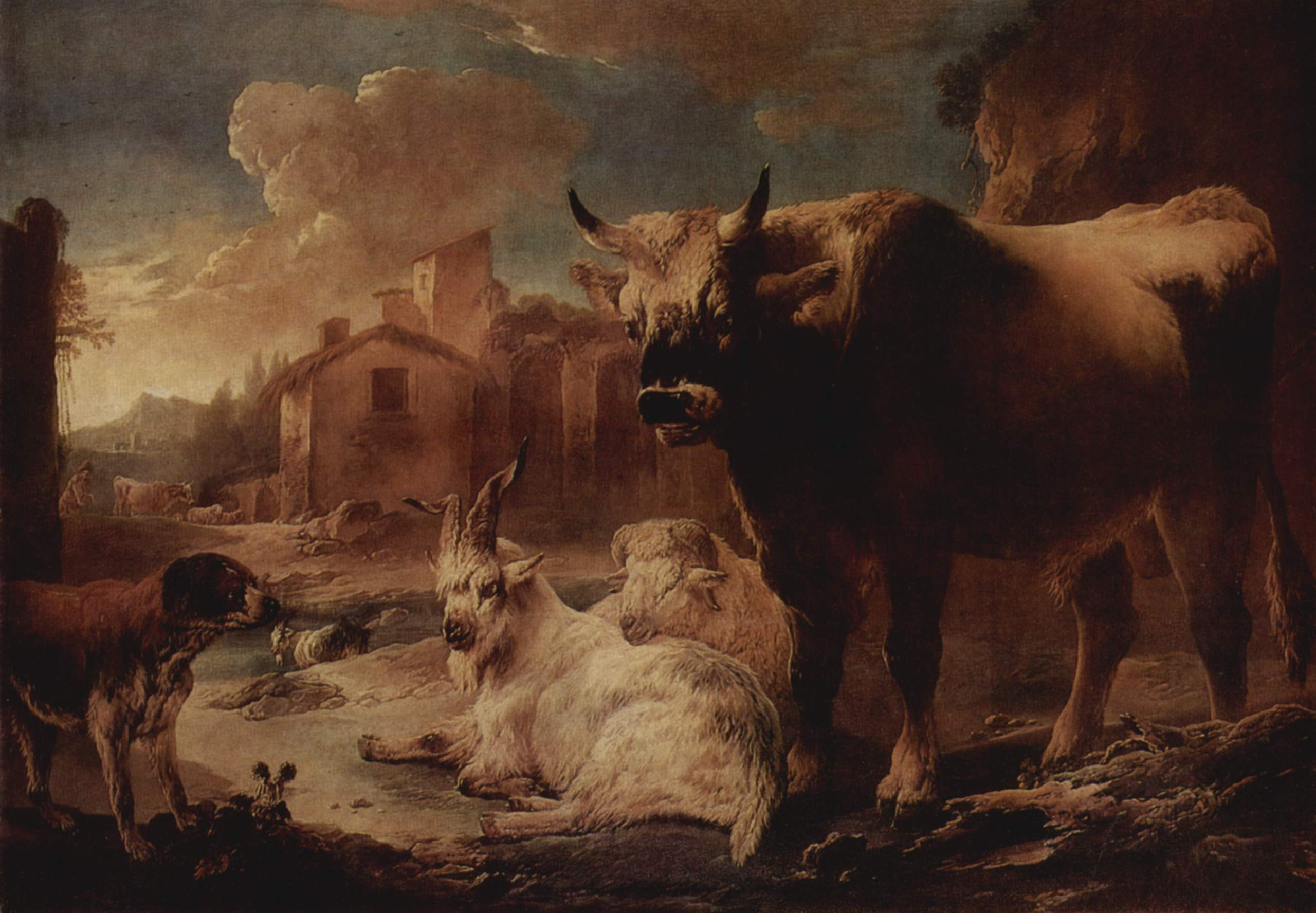
Филипп Петер Рос. Пейзаж со стадом. Ок. 1700. Холст, масло. Государственный Эрмитаж, Санкт-Петербург
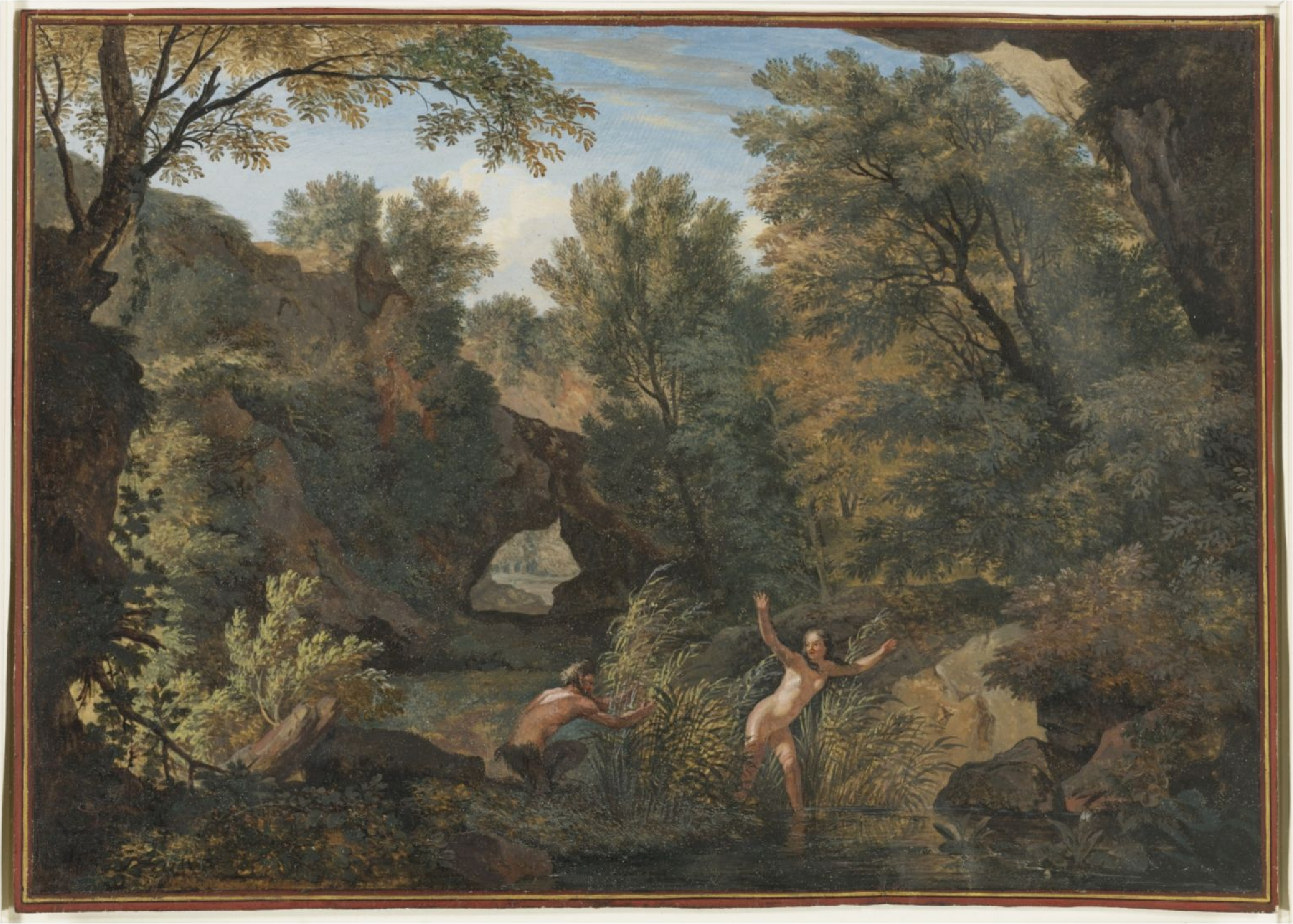
Изак де Мушерон. Речной пейзаж с нимфой, застигнутой сатиром. Пергамент, гуашь. Частное собрание
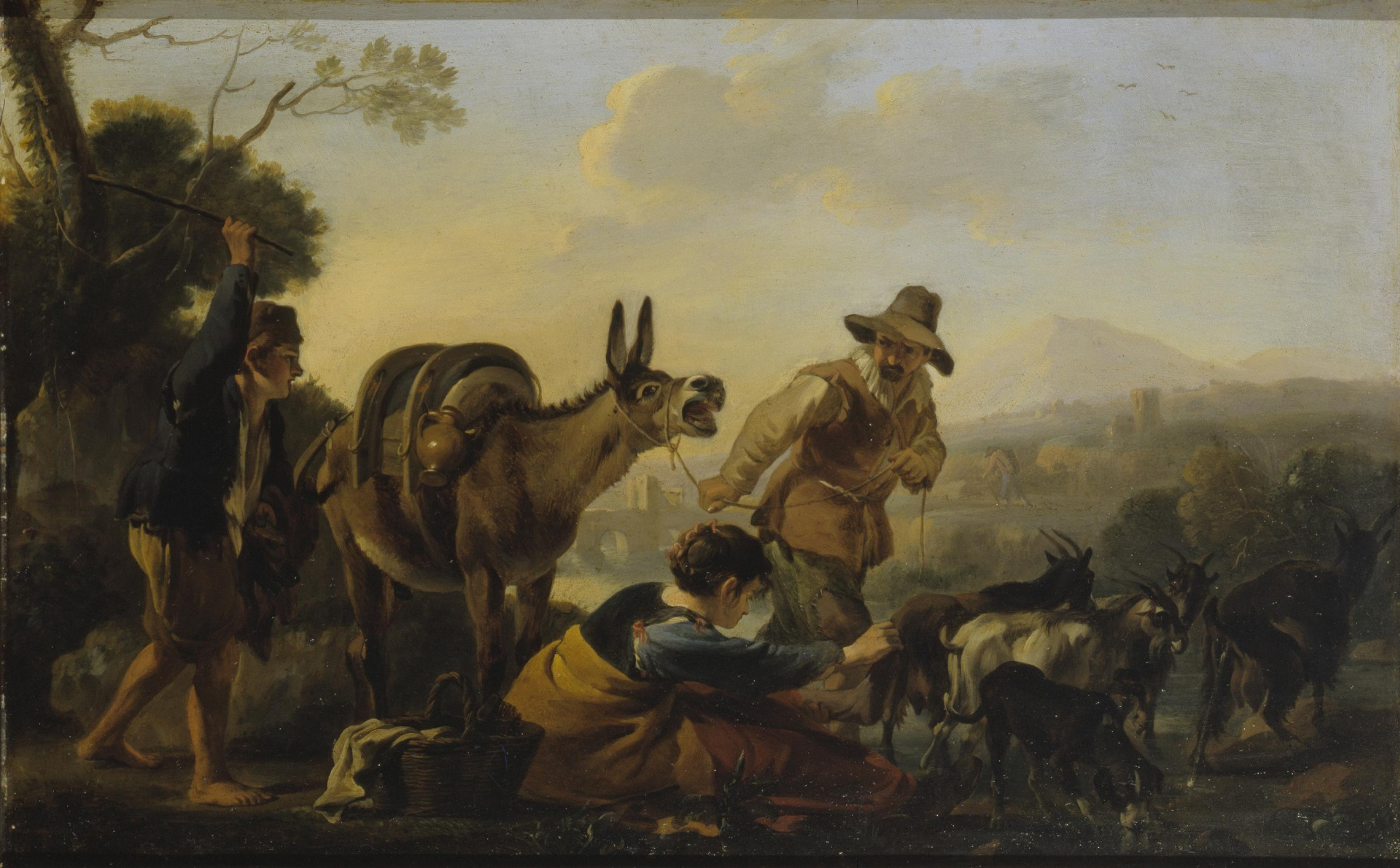
Ян Моль. Бытовая сцена. 1650-е. Медь, масло. Государственный Эрмитаж, Санкт-Петербург
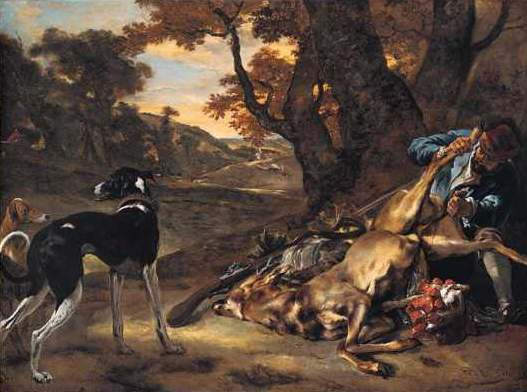
Ян Баптист Веникс. Охотник разделывает убитого оленя. Ок. 1647. Холст, масло. Национальная галерея, Лондон
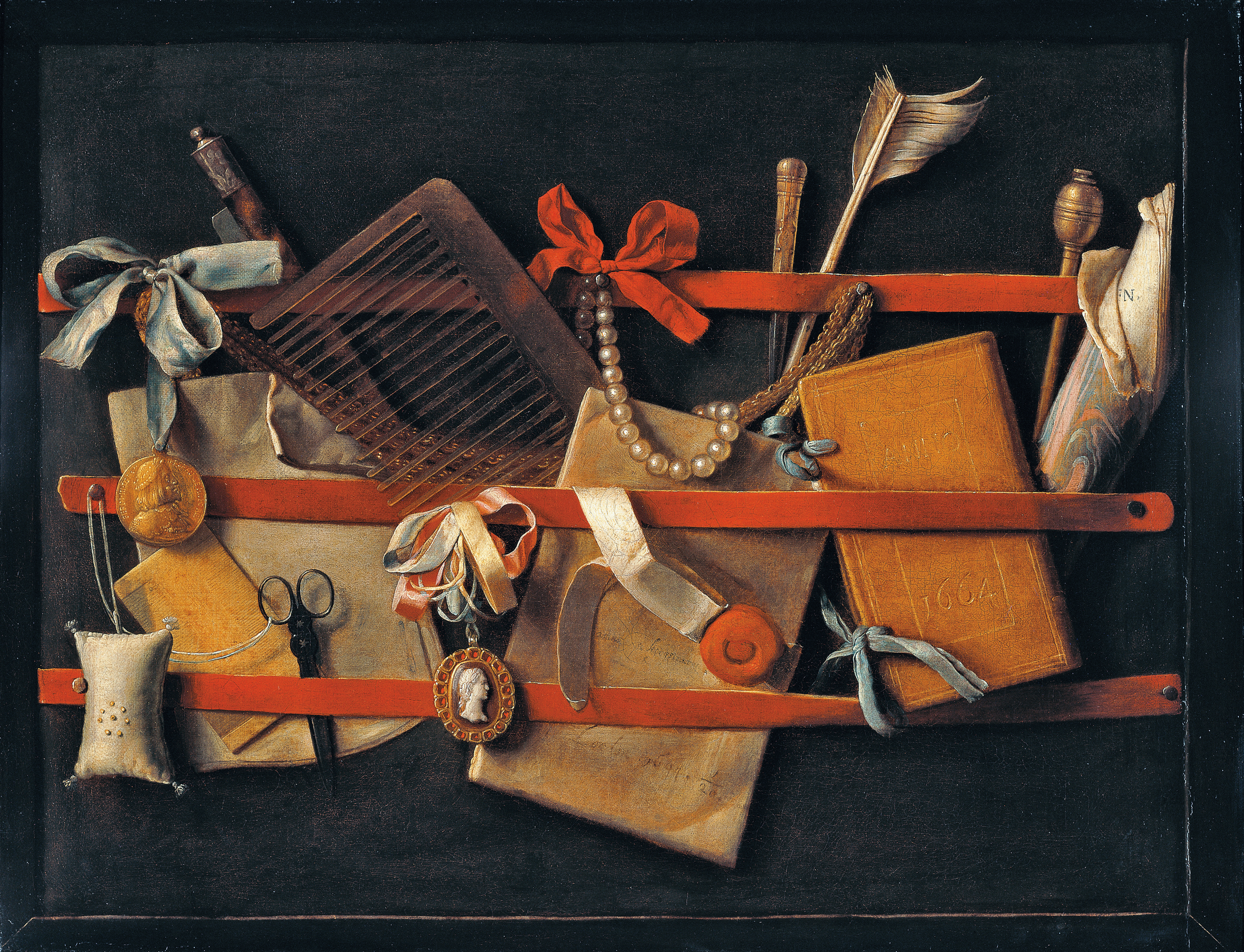
Самуэль ван Хогстратен. Натюрморт-обманка, 1664. Холст, масло. Музей Дордрехта, Нидерланды
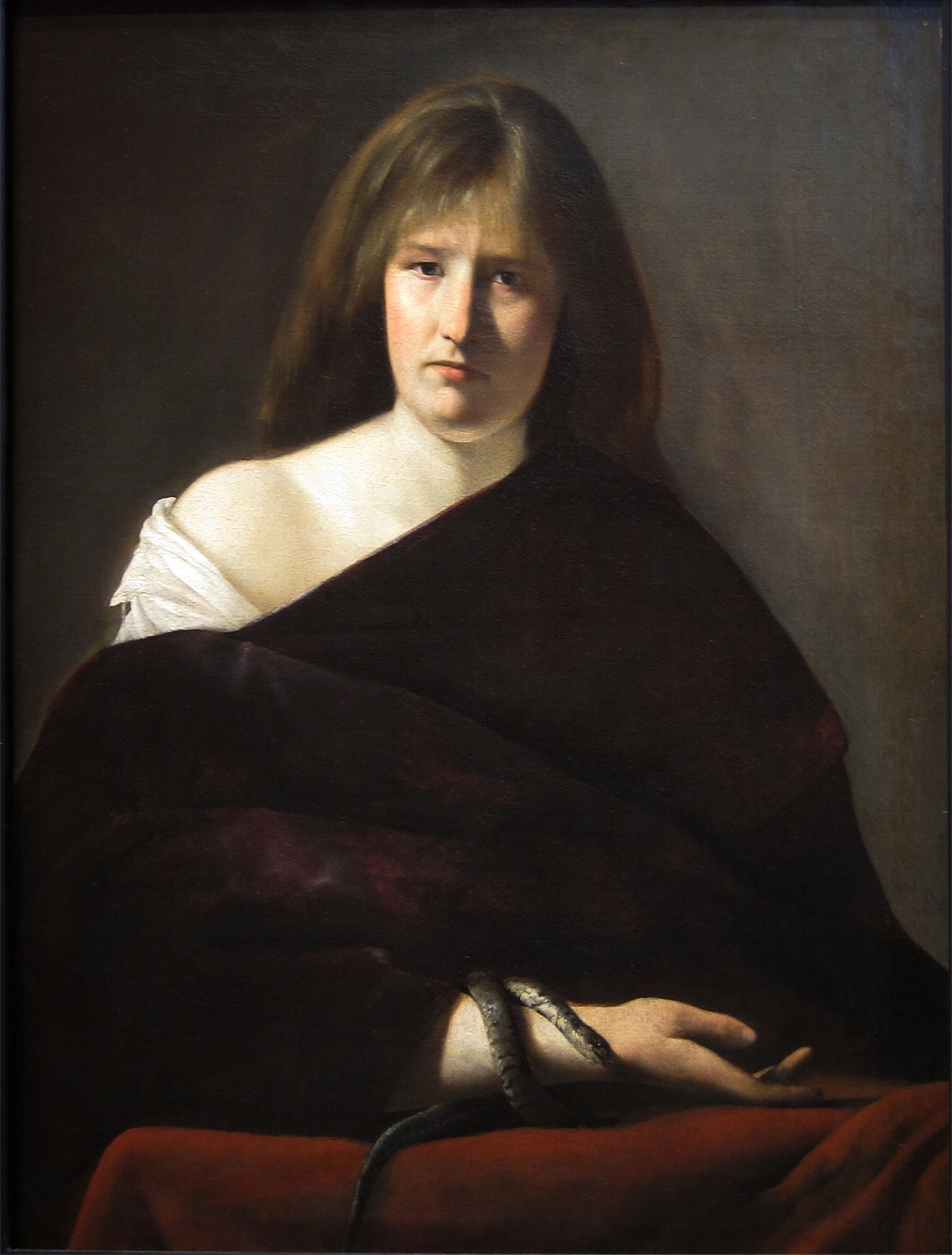
Паулюс Бор. Аллегория Логики. Между 1630 и 1635. Холст, масло. Музей изящных искусств, Руан
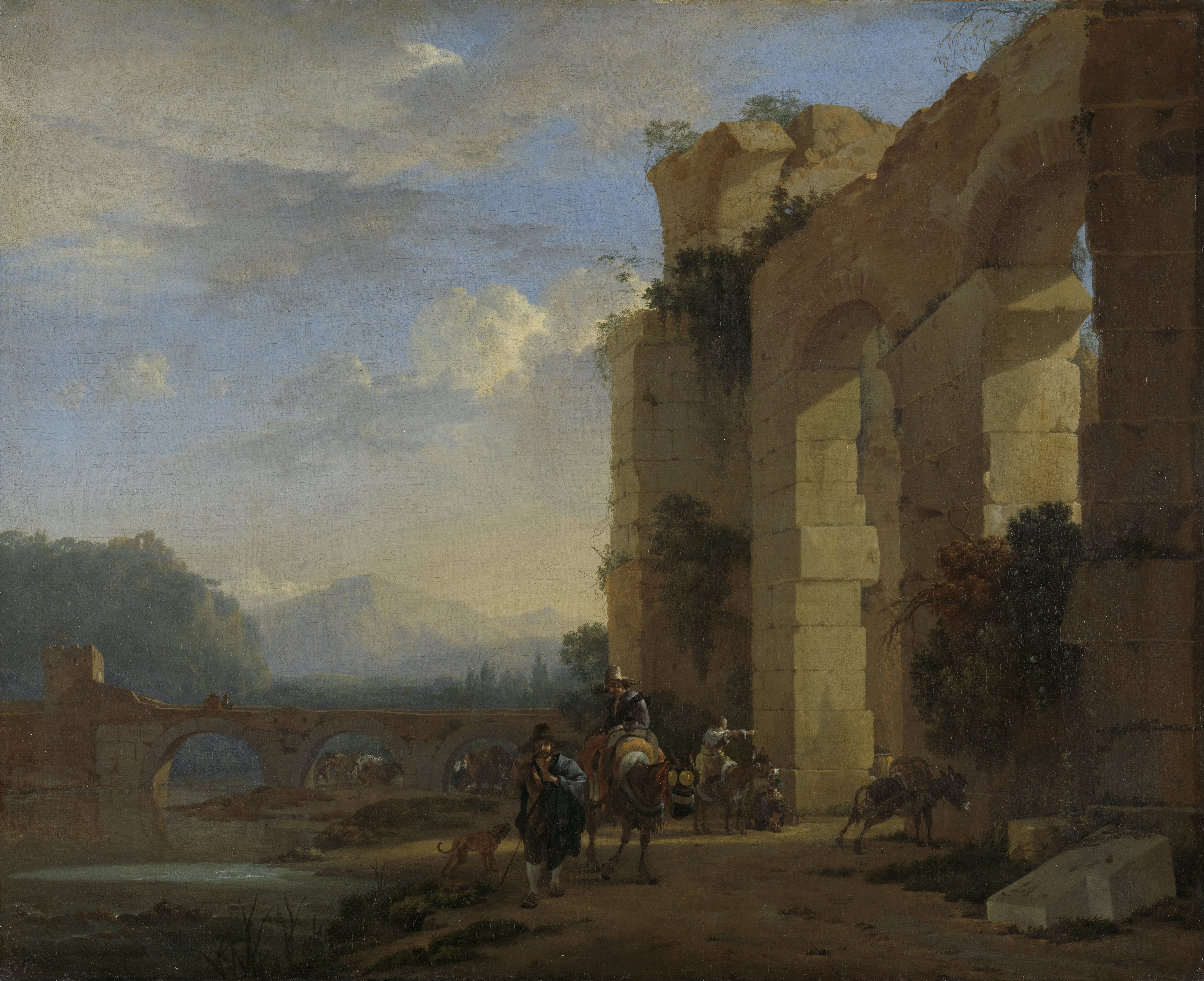
Ян Асселин. Погонщики мулов на итальянских руинах. Ок. 1650. Холст, масло. Рейксмюсеум, Амстердам
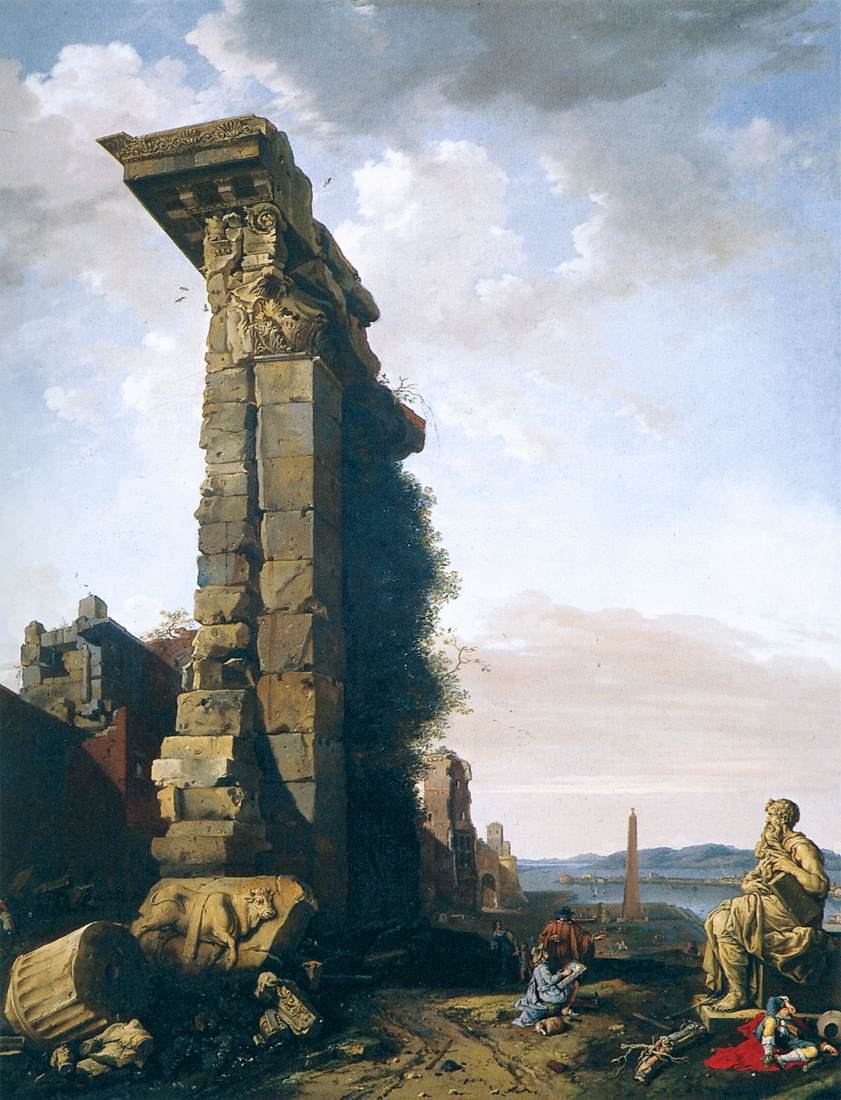
Бартоломеус Бренберг. Идеализированный вид с римскими руинами, скульптурой и портом. Ок. 1650. Холст, масло. Музей Тиссена-Борнемисы, Мадрид
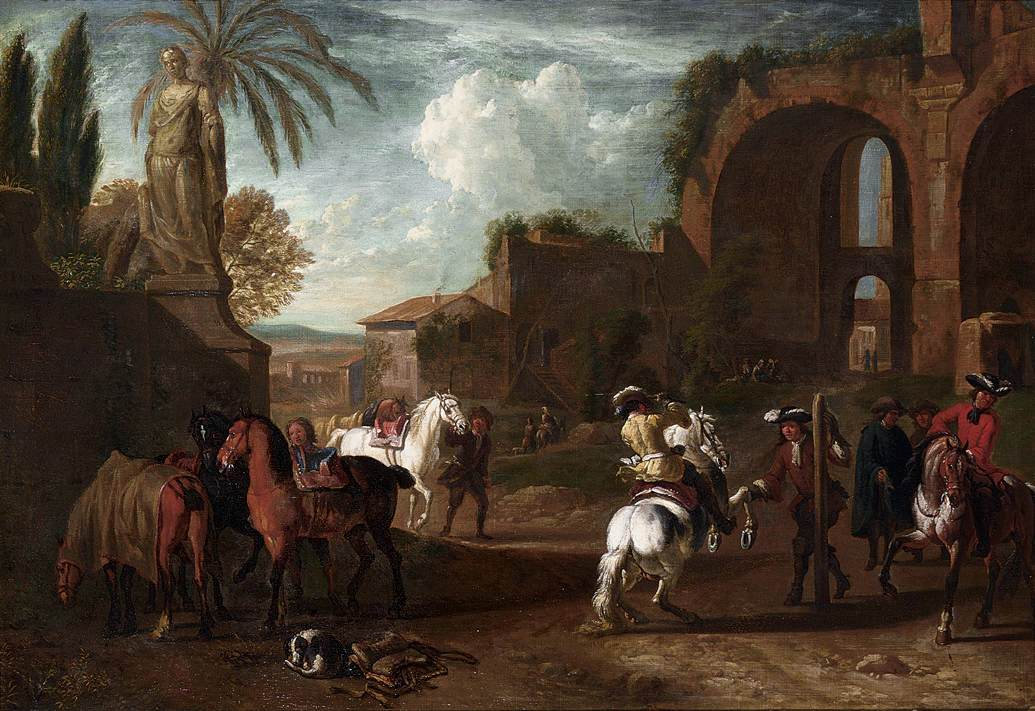
Питер ван Блумен. Школа верховой езды. Ок. 1700. Холст, масло. Частное собрание
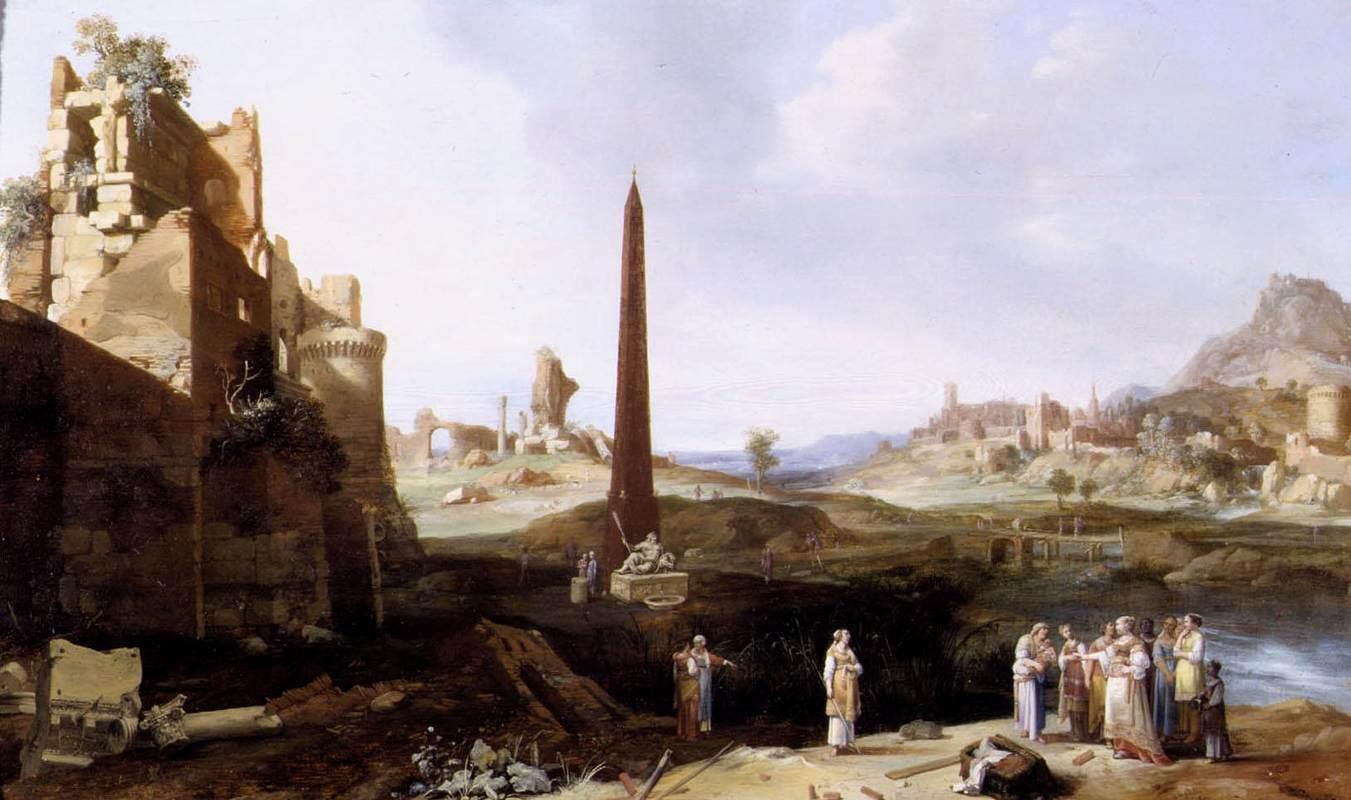
Бартоломеус Бренберг. Нахождение Моисея. 1639. Дерево, масло. Частное собрание
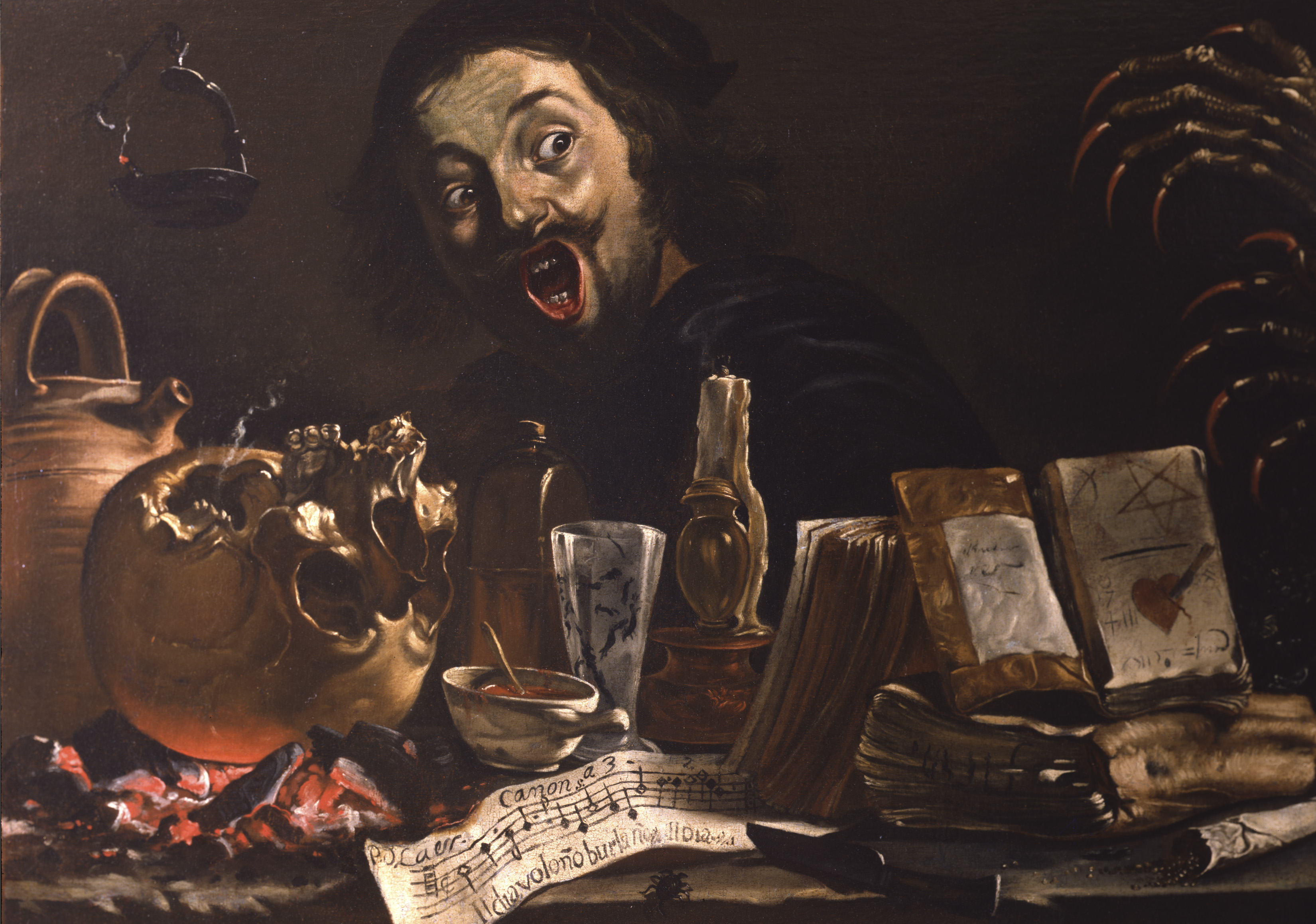
Питер ван Лар. Автопортрет в стиле ванитас. Между 1635 и 1637. Холст, масло. Метрополитен-музей, Нью-Йорк